# Betxí
Betxí är en kommun i Spanien.   Den ligger i provinsen Província de Castelló och regionen Valencia, i den östra delen av landet, 300 km öster om huvudstaden Madrid. Antalet invånare är 5 815. Arean är 21,4 kvadratkilometer. Betxí gränsar till Artana, Nules, Onda och Vila-real. 
Terrängen i Betxí är huvudsakligen platt, men västerut är den kuperad.